# Sag Harbor
Sag Harbor est une localité de la région des Hamptons, dans le comté de Suffolk, dans l'État de New York. Sag Harbor a le statut de village, type de division territoriale « non incorporée », qui n'est rattachée à aucune municipalité. Son territoire s'étend sur les communes d'East Hampton et de Southampton. Sa population était, selon le recensement de la population américaine de 2010, de 2 169 habitants.